# پولی پاوری
پولی پاوری (انگلیسی: Polly Powrie؛ زادهٔ ۹ دسامبر ۱۹۸۷) قایقران قایق بادبانی اهل نیوزیلند است.